# Бафинг (река)
Бафинг (Чёрная река) (фр. Le Bafing (Rivière Noire)) — река в Мали, после слияния с Бакой образует реку Сенегал. Длина реки составляет 760 км. На ней сооружена крупнейшая в Мали ГЭС Манантали.

## География

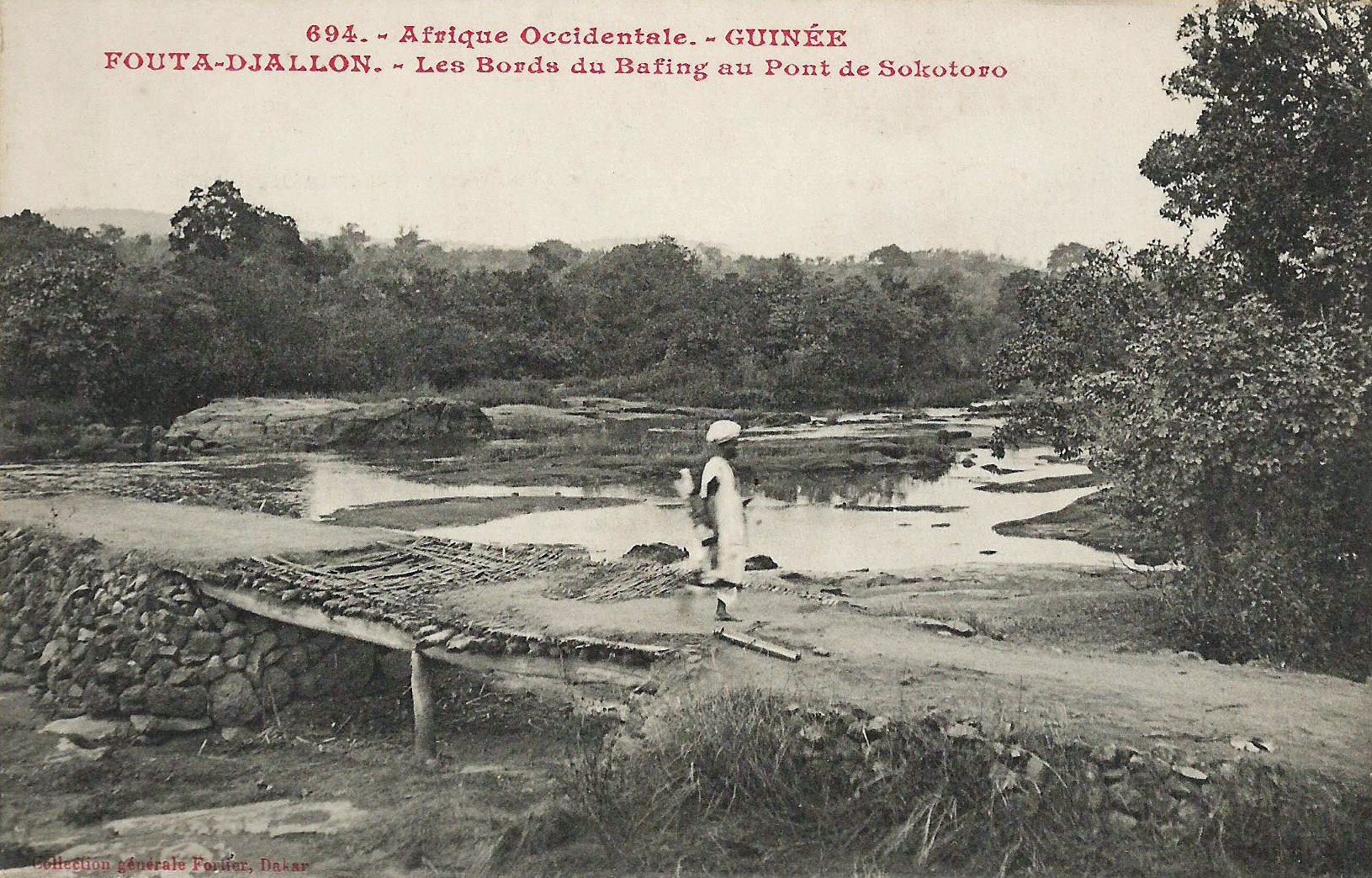
Исток реки в Фута-Джаллон.

Бассейн реки Сенегал.

Бафинг считается верхней частью Сенегала до его слияния с Бакой, который впадает в него справа в Бафулабе в западной части Мали. Бафинг также называют «Чёрной рекой», в отличие от Бакой, называемой «Белая река».
Истоки Бафинга находятся в Гвинее на вершинах горного региона Фута-Джаллон, между Маму (Мали) и Далаба (Гвинея), на высоте 800 м над уровнем моря и проходит 760 км с юга на север до слияния с Бакоем и образованием реки Сенегал. Верховье реки образует границу между Мали и Гвинеей.

## Гидрография
Гидрография реки наблюдалось в течение 40 лет с 1951 по 1990 годы на станции в местности Дибиа (Мали), расположенной примерно в 100 км от слияния с Бакой.
Среднегодовой сток, наблюдавшися в течение этого периода, составлял 332 м³/с для водосборного бассейна ок. 30 235 км², что составляет более 90 % общей площади водосбора Бафинга.
Бафинг — полноводный, но очень нерегулярный поток. Среднемесячный расход, наблюдаемый в мае (минимальный низкий расход), достигает 16,6 м³/с, что в 76 раз меньше, чем средний расход в сентябре, что свидетельствует о значительной сезонной неравномерности. За период 40-летнего наблюдения минимальный месячный расход составлял 0 м³/с (полное пересыхание), тогда как максимальный месячный расход составлял 2,529 м³/с.

## В экономике
- В 1895—1898 годах возле города Махинады был построен железнодорожный мост, спроектированный инженером Гюставом Эйфелем.
- В 90 км на юго-Восток от Бафулабе на Бафинге построена гидроэлектростанция Манантали, которая также используется для ирригации.
- В 2017 году среднее течение Бафинга вошло в Национальный парк Средний Бафинг в провинции Мали Лабе.